# 중앙마케도니아주
중앙마케도니아주(그리스어: Περιφέρεια Κεντρικής Μακεδονίας)는 그리스의 행정 구역상 13개의 주 가운데 하나로 기존 마케도니아의 중심부 지역에 자리잡고 있다. 주도는 테살로니키이며 면적은 18,810.52km2, 인구는 1,882,108명(2011년 기준), 인구 밀도는 100명/km2이다.
세레스현, 테살로니키현, 이마티아현, 킬키스현, 펠라현, 피에리아현, 할키디키현 등으로 구성되어 있다. 인구는 약 200만 명으로 그리스에서 아티키주 다음으로 가장 인구가 많다. 아토스산은 지리상으로는 중앙마케도니아 지방의 일부이지만, 이 곳 관할이 아닌 자치 구역이다.